# Gertrude Tribaumer
Gertrude Tribaumer (* 22. Oktober 1931 in Neunkirchen) ist eine ehemalige österreichische Politikerin (SPÖ) und Ordiantionshelferin. Sie war von 1969 bis 1987 Abgeordnete zum Landtag von Niederösterreich.
Tribaumer besuchte die Volks- und Hauptschule und trat 1950 in den Dienst der Niederösterreichischen Gebietskrankenkasse. 1960 wurde sie Gemeinderätin, 1967 zur SPÖ-Bezirksfrauenvorsitzenden gewählt. Sie übernahm zwischen 1974 und 1990 die Funktion der Vizebürgermeisterin in Neunkirchen und vertrat die SPÖ zwischen dem 6. März 1969 und dem 30. November 1987 im Niederösterreichischen Landtag. 